# Flughafen Jindal Vijaynagar

i8
i11
i13
Der Flughafen Jindal Vijaynagar (IATA-Code: VDY, ICAO-Code: VOJV) ist ein südindischer Regionalflughafen beim Ort Toranagallu im Bundesstaat Karnataka. Er bedient hauptsächlich die Interessen der JSW Steel Ltd, aber auch die Touristenregion bei Hampi sowie die jeweils ca. 35 km entfernten Großstädte Hospet und Bellary. Für Bellary ist jedoch ein neuer Flughafen geplant.

## Geschichte
Der firmeneigene Flughafen wurde im Jahr 1994 eingeweiht; seit Dezember 2006 sind auch kommerzielle Flüge im Linienverkehr zugelassen.

## Flugziele
Derzeit bietet nur eine Fluggesellschaft tägliche Flüge nach Bangalore und Hyderabad an.

## Sonstiges
Der nur für Turboprop-Maschinen geeignete Flughafen wird vom Eigentümer, der JSW Steel Ltd, betrieben.